# Cnidoscolus appendiculatus
Cnidoscolus appendiculatus är en törelväxtart som först beskrevs av Ferdinand Albin Pax och Käthe Hoffmann, och fick sitt nu gällande namn av Ferdinand Albin Pax och Käthe Hoffmann. Cnidoscolus appendiculatus ingår i släktet Cnidoscolus och familjen törelväxter. Inga underarter finns listade i Catalogue of Life.